# 압뒬카디르 외뮈르
압뒬카디르 외뮈르(튀르키예어: Abdülkadir Ömür, 1999년 6월 25일 ~ )는 튀르키예의 축구 선수로, 현재 EFL 챔피언십 클럽 헐 시티와 튀르키예 국가대표팀에서 공격형 미드필더 또는 라이트 윙어로 활약하고 있다.

## 구단 경력

### 트라브존스포르
2016년 외뮈르는 트라브존스포르 1군에 소집되었다. 2016년 1월 12일, 외무르는 아다나 5 오카크 스타디움에서 열린 아다나스포르와의 튀르키예 쿠파스에서 65분에 소네르 아이그두와 교체되어 성인 대표팀 데뷔 전을 치렀다.
2016년 12월 17일, 그는 이스탄불 바샥셰히르와의 경기에서 쉬페르리그 데뷔 전을 치렀고, 이 경기에서 세르주 아카크포를 대신해 82분에 교체 투입되어 0-1로 패했다.
2019년 1월, 외뮈르가 프리미어리그의 리버풀과 계약했다는 소문이 돌았지만, 리버풀은 선수에 대한 어떠한 제안도 하지 않았다.

### 헐 시티
2024년 2월 1일, 외뮈르는 EFL 챔피언십의 헐 시티로 비공개 이적료에 3년 6개월 계약을 체결했다. 그는 2월 10일, 1-0으로 패한 스완지 시티와의 안방 경기에서 파비우 카르발류와 교체 투입되어 벤치에서 데뷔 전을 치렀다.

## 국가대표팀 경력
외뮈르는 2018년 3월 아일랜드와의 친선 경기에서 튀르키예 국가대표팀에 처음으로 차출되었다. 그는 튀르키예가 1-0으로 승리하면서 사용되지 않은 교체 선수였다. 그는 2019년 5월 30일 그리스와의 친선 경기에서 케난 카라만과 하프타임으로 교체 출전하며 데뷔 전을 치렀다.